# Sint-Margaretakerk (Geluveld)

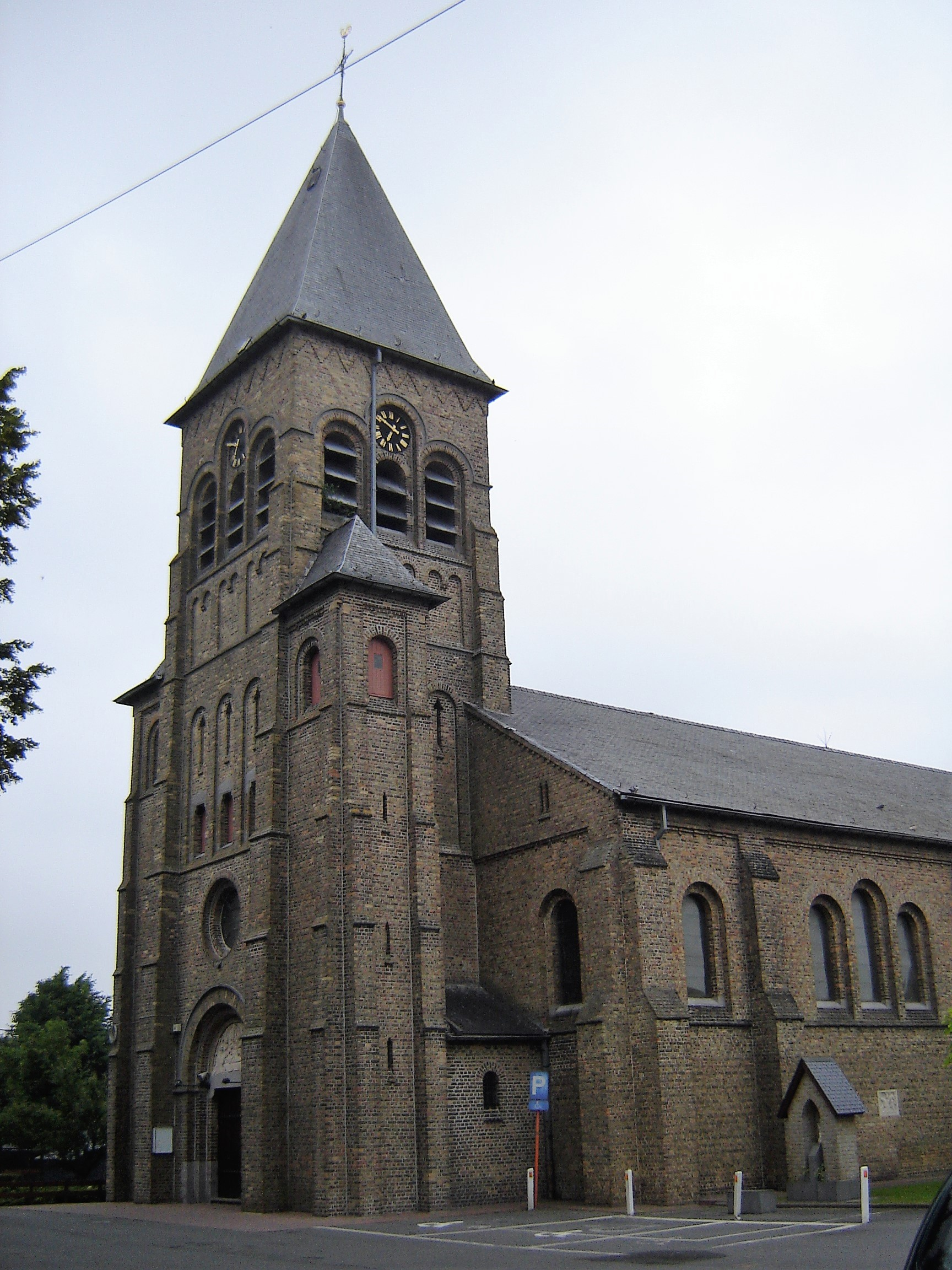
Sint-Margaretakerk

De Sint-Margaretakerk is de parochiekerk van de tot de West-Vlaamse gemeente Zonnebeke behorende plaats Geluveld, gelegen aan de Geluveldplaats.

## Geschiedenis
Geluveld werd in 1173 een zelfstandige parochie. Uiteindelijk ontstond een laatgotisch bakstenen kerkgebouw met toepassing van hergebruikte ijzerzandsteen. In 1806 ontstond er brand, waarna het koor werd herbouwd in classicistische stijl. In 1848 werd het schip gewijzigd naar de smaak van die tijd en 1892 werd het schip verlengd en een neoromaanse westtoren gebouwd naar ontwerp van G. Vandenborre.
De kerk werd verwoest tijdens de Eerste Wereldoorlog en in 1924 herbouwd naar ontwerp van Jules Coomans, waarbij de vooroorlogse situatie enigszins werd aangehouden.

## Gebouw
Het betreft een bakstenen pseudobasiliek met voorgebouwde westtoren. Het in wezen eclectische bouwwerk omvat neoromaanse, neobyzantijnse en regionale kenmerken. De toren, op vierkante plattegrond, wordt gedekt door een ingesnoerd tentdak en wordt geflankeerd door twee vierkante traptorentjes.
Het sobere meubilair dateert uit de tijd van de bouw en de biechtstoelen zijn neoromaans.